# Sciaphila japonica
Sciaphila japonica là một loài thực vật có hoa trong họ Triuridaceae. Loài này được Makino miêu tả khoa học đầu tiên năm 1902.